# 五十嵐剛
五十嵐 剛（いからし つよし、1988年9月5日 - ）は、忍術研究家。忍道家、習志野青龍窟として、忍術の研究・普及活動を行っている。

## 来歴
幼少期から各種の武道や格闘技を学ぶ。怪我をきっかけにスポーツ的なトレーニングに疑問を持ち、大学で東洋的身体論を研究。2009年、伝統文化の発信を修行の一環とする忍者団体に所属し、忍者関連のショー、セミナーなどを手がけ、海外公演や映画での忍術指導も担当した。
その後、忍者団体から独立し、忍術・武術参究者として山修行等を実践。忍術等の日本古来の心身運用法を現代に活用するべく各地で忍術教室や各種イベントを主宰する。

## 所属など
- 日本忍者協議会「忍道」陰忍評定衆 師範忍
- 国際忍者学会会員
- 日本ソマティック心理学協会会員
- 松聲館技法研究員（武術研究家 甲野善紀師範より認可）
- 関口流抜刀術 山田道場門下
- NINJA Information Center Tokyo　師範
- 港区防災アドバイザー（忍者防災）

## 出演

### 映画
- 英雄傳（2025年5月23日公開予定） - 伊賀崎 役[3]